# Valeriánsav
A valeriánsav (C5H10O2) egy egyenes láncú, kellemetlen szagú alkil-karbonsav. Először a macskagyökérből (Valeriana officinalis) vonták ki, innen kapta a nevét, de megtalálható más növényekben, például a piros sarkantyúvirágban is. Az iparban az észterszintézisben és kenőanyagok gyártásához használják.
A valeriánsav illékony észtereinek kellemes illatuk van, ezért parfümökben is felhasználják őket.
Az etil-valerátot és a pentil-valerátot gyümölcsaromaként alkalmazzák.
A valeriánsav szerkezete hasonlít a  GHB és a GABA neurotranszmitter szerkezetére is.
A valeriánsav a Valeriana nevű ismert nyugtató egyik fő hatóanyaga. Használatát több sportágban is tiltják.